# 4th Disciple
4th Disciple, född som Selwyn Bogard 23 maj 1974, är musikproducent och medlem i hiphop-kollektivet Wu-Tang Clan och gruppen Killarmy. Han kommer från Steubenville i Ohio.

## Diskografi

### Album
- Steel Valley Project (1999)
- Freedom of Speech (2004)
- Best of (740) volym 1 (2007)